# 1826 Miller
Miller (asteróide 1826) é um asteróide da cintura principal com um diâmetro de 24,41 quilómetros, a 2,7499418 UA. Possui uma excentricidade de 0,0819632 e um período orbital de 1 893,58 dias (5,19 anos).
Miller tem uma velocidade orbital média de 17,20921417 km/s e uma inclinação de 9,23235º.
Esse asteróide foi descoberto em 14 de Setembro de 1955 por Goethe Link Obs..